# Skönheten och Odjuret – Den förtrollade julen
Skönheten och odjuret – Den förtrollade julen (engelska: Beauty and the Beast: The Enchanted Christmas) är en tecknad långfilm av Disney från 1997. Den släpptes direkt till video i Kanada och USA den 11 november 1997.

## Handling
I slottet pyntar Lumiere, Clocksworth, Mrs. Potts och Chip (som nu har blivit människor igen) inför julen. De tar en paus och Mrs. Potts berättar historien om förra årets jul för gänget. Då var slottsherren fortfarande ett odjur och Belle var hans fånge. På den tiden hatade Odjuret julen, för det var på själva julafton som en trollkvinna hade förvandlat honom till ett monster flera år tidigare. Då trodde Belle att ett riktigt julfirande skulle muntra upp Odjuret, en idé som stöddes av alla de förtrollade föremålen på slottet förutom orgeln, Maestro Forte, som minst av allt önskade någon julstämning. För honom var Belle ett hot som måste röjas ur vägen. Därför lurar Forte Belle att bege sig långt utanför slottets murar för att hugga en julgran. Där tänkte Forte sätta in dödsstöten med hjälp av sin kumpan, piccoloflöjten Fife.

## Medverkande

### Engelska originalröster
- Paige O'Hara - Belle
- Robby Benson - Odjuret
- Angela Lansbury - Mrs. Potts
- Jerry Orbach - Lumiere
- David Ogden Stiers - Clocksworth
- Bernadette Peters - Angelique
- Tim Curry - Maestro Forte
- Haley Joel Osment - Chip (tal), Andrew Keenan-Bolger (sång)
- Paul Reubens - Fife
- Jeff Bennett - Yxan, Poke
- Kath Soucie - Förtrollerskan

### Svenska röster
- Sofia Källgren - Belle
- Gustav Larson - Odjuret
- Meta Velander - Mrs. Potts
- Jan Malmsjö - Lumiere
- Åke Lagergren - Clocksworth
- Myrra Malmberg - Angelique
- Bo Maniette - Maestro Forte
- Anton Olofsson - Chip
- Andreas Nilsson - Fife
- Anders Pontén - Yxan
- Monica Forsberg - Förtrollerskan

## Sånger
- Fyll vår sal (Deck the halls) - Sjungs av Lumiere, Clocksworth, Mrs. Potts och Angelique
- Sagor (stories) - Sjungs av Belle
- Låt ljusen få brinna (As long as there's christmas) - Sjungs av alla
- Hon gör dig svag (Don't fall in love) - Sjungs av Forte
- Låt ljusen få brinna Repris (As long as there's christmas Reprise) - Sjungs av Belle och Angelique
- Klart att vi är bäst (A cut above the rest) - Sjungs av Belle, Lumiere och Clocksworth
- Låt ljusen få brinna (Avslutnings titel) (As long as there's Christmas (Ending Title)) (Sång av Rachel Portman)

### Fotnoter
1. ↑  ”Skönheten och Odjuret – Den förtrollade julen”. Disneyania. 19 mars 1997. http://www.d-zine.se/filmer/foertrolladejulen.htm. Läst 20 augusti 2016.